# Protaetia ismaeli
Protaetia ismaeli är en skalbaggsart som beskrevs av Arnaud 1989. Protaetia ismaeli ingår i släktet Protaetia och familjen Cetoniidae. Inga underarter finns listade i Catalogue of Life.